# جوليان بيترسون
جوليان بيترسون (بالإنجليزية: Julian Peterson)‏ هو لاعب كرة قدم أمريكية أمريكي، ولد في 28 يوليو 1978 في هيلكريست هايهتس في الولايات المتحدة.

## وصلات خارجية
- جوليان بيترسون على موقع مرجع كرة القدم المحترفة.كوم (الإنجليزية)